# Loi relative à la limitation des dépenses électorales et à la clarification du financement des activités politiques
Lire en ligne

sur Légifrance

La loi du 15 janvier 1990 relative à la limitation des dépenses électorales et à la clarification du financement des activités politiques est une loi française faisant partie des lois encadrant le financement des partis politiques et des campagnes électorales votées sous le second septennat de François Mitterrand. 

## Histoire
Le président François Mitterrand et son Premier ministre Michel Rocard décident de proposer, en janvier 1990, une loi relative à la limitation des dépenses électorales et à la clarification du financement des activités politiques. Cette loi a pour but d'encadrer la question du financement des partis politiques et des campagnes électorales, qui, jusqu'à présent, n'était pas régulé par l’État. Elle est rédigée par Guy Carcassonne.
Quatre lois sont votées entre 1988 et 1995. La loi du 15 janvier 1990 est cependant adoptée dans un contexte particulier du fait de l'affaire Urba, au cours de laquelle le Parti socialiste a été accusé d'utiliser des sources de financement occultes. 

## Amnistie
L'article 19 de la loi fait « table rase » des délits liés au financement datant d'avant le 15 juin 1989. La loi exclut les cas d'enrichissement personnel, de corruption et de trafic d'influence de son amnistie, et ne concerne donc que les cas de détournement de fonds et de financement occultes liés aux campagnes et aux partis. Les parlementaires sont exclus de l'amnistie,.

## Réception
La loi, qui cherchait à faire table rase du passé afin de créer un environnement de financement assaini, produit des effets très négatifs en ce qu'elle est rapidement considérée comme une loi d'auto-amnistie de la classe politique. Elle est considérée comme l'une des erreurs de communication majeures du gouvernement Rocard.